# Meteor z 20 lipca 1860 roku

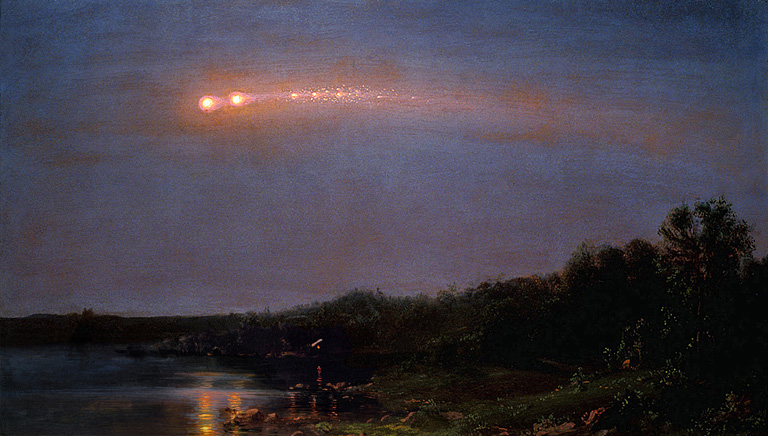
Obraz Meteor roku 1860 Frederica Churcha

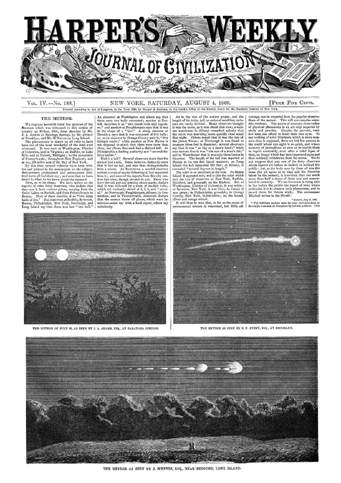
Meteor z 1860 w czasopiśmie „Harper's Weekly” z 4 sierpnia 1860 roku

Meteor z 20 lipca 1860 roku – meteor należący do niezwykle rzadkiej grupy meteorów muskających atmosferę.
Zupełnie niezależnie meteor ten stał się głównym tematem obrazu Meteor roku 1860 Frederica Churcha, jak również wiersza Rok Meteorów (1859–60) (ang. Year of Meteors) Walta Whitmana. Walt Whitman w swoim wierszu opisał go słowami: „... dziwny, ogromny meteor, oślepiający i wyraźny, przeszywający niebo nad głowami”. Choć Frederic Edwin Church przebywał wtedy w Catskill, a Walt Whitman w Nowym Jorku, obaj zaobserwowali to samo zjawisko. Zbieżność obu dzieł z meteorem z 1860 roku na podstawie raportów dokumentujących datę i czas spektakularnego przelotu meteoru ustalili fizycy Donald Olson i Russel Doescher z Texas State University, angielski profesor Marilynn Olson oraz studentka Ava Pope. Wyniki ich badań zostały opublikowane w czasopiśmie „Sky & Telescope” w 150. rocznicę tego niezwykłego zjawiska, które stało się inspiracją zarówno dla poety, jak i malarza.